# Melitaea majellensis
Melitaea majellensis är en fjärilsart som beskrevs av Franz Dannehl 1927. Melitaea majellensis ingår i släktet Melitaea och familjen praktfjärilar. Inga underarter finns listade i Catalogue of Life.